# Franz Schwechten

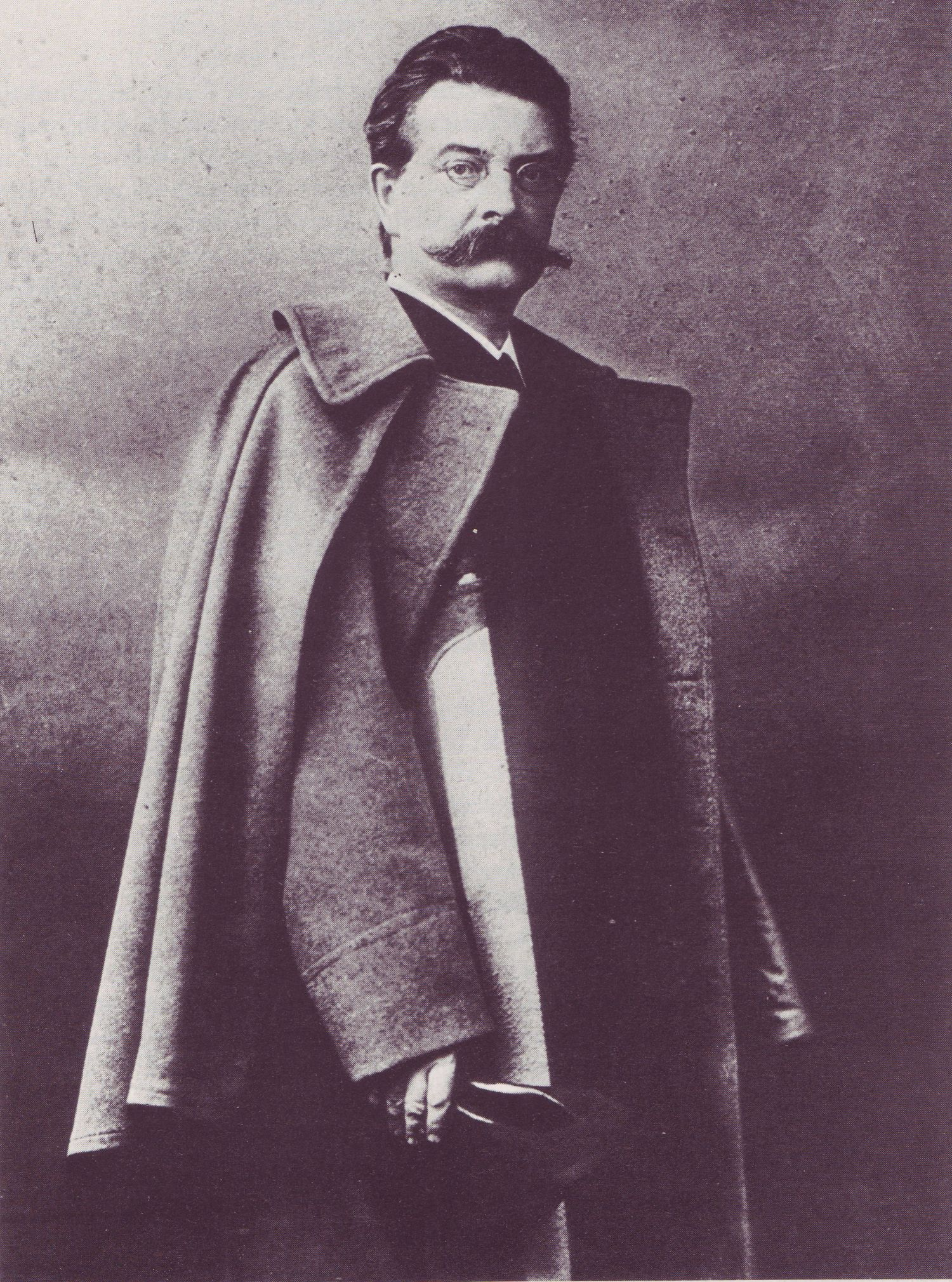
Franz Schwechten
(Aufnahme etwa 1895)

Franz Heinrich Schwechten (* 12. August 1841 in Köln; † 11. August 1924 in Berlin) war ein deutscher Architekt des Historismus.

## Leben
Franz Schwechten war der erste Sohn des Landgerichtsrats Heinrich Schwechten und der Justine Pauline, geborene Herstatt. Er besuchte das protestantische Friedrich-Wilhelm-Gymnasium, wo er besondere Förderung im Kunstunterricht durch den Dombildhauer Christoph Stephan erfuhr. Nach dem Abitur im Frühjahr 1860 trat er im Herbst als Eleve in das Atelier des späteren Stadtbaumeisters Julius Raschdorff ein, studierte dann ab 1861 an der Berliner Bauakademie unter Karl Bötticher, August Hermann Spielberg und Friedrich Adler und schloss schließlich 1863 mit dem Königlichen Bauführerexamen ab. Anschließend begann er eine zweijährige praktische Ausbildung bei den bedeutenden Architekten August Stüler und Martin Gropius in Berlin, um 1865 für zwei Jahre in seine Heimatstadt Köln zurückzukehren, wo er im Atelier des Land- und Garnisonbaumeisters Hermann Otto Pflaume Aufnahme fand. Im Wintersemester 1867/68 setzte er sein Studium in Berlin fort und legte 1869 die Prüfungen zum Königlichen Baumeister (26. Juni) und zum Regierungsbaumeister (3. Juli) ab. Bereits ein Jahr zuvor war er mit dem Entwurf für ein Parlamentshaus für Preußen in „hellenisierenden“ Formen als Gewinner aus dem vom Berliner Architekten-Verein alljährlich ausgeschriebenen Schinkel-Wettbewerb hervorgegangen. Diesen Entwurf hatte er auch zur Baumeisterprüfung vorgelegt. Das Preisgeld ermöglichte ihm von Oktober 1869 bis Juni 1870 eine erste Studienreise nach Italien.
Schwechten arbeitete von 1871 bis 1882 als Vorsteher der Hochbauabteilung des technischen Zentralbureaus für die Berlin-Anhaltische Eisenbahn-Gesellschaft. In diese Zeit fällt u. a. der Neubau des Anhalter Bahnhofs, der weit über Berlin hinaus in der Fachwelt und beim Publikum Aufmerksamkeit erregte und ihn als „hervorragenden Monumentalkünstler“ bekannt machte.
1885 wurde Schwechten zum Mitglied der Königlichen Akademie der Künste zu Berlin berufen und begann im selben Jahr eine Lehrtätigkeit an der Technischen Hochschule Charlottenburg. 1888 wurde ihm der Titel eines „Königlichen Baurats“ verliehen und 1889 wurde er zum Mitglied der Berliner Bauakademie ernannt. 1894 erhielt er auf der Großen Berliner Kunstausstellung eine kleine Goldmedaille und 1906 eine große.

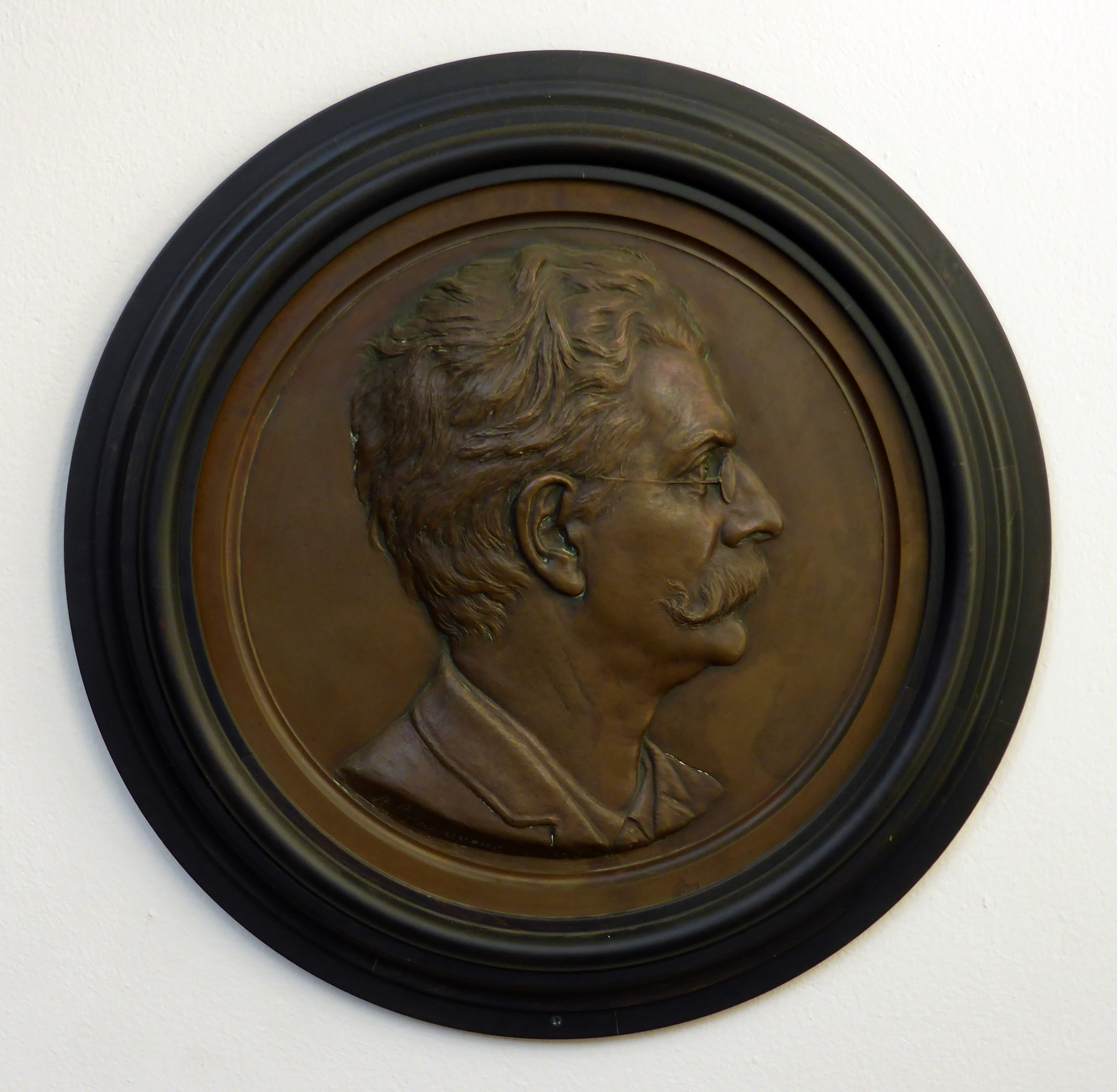
Reliefbild Franz Schwechtens vom Bildhauer Alexander Calandrelli (1895)

Von Mitte der 1880er Jahre bis 1907 war Schwechten mit dem Auf- und Ausbau neuer weitläufiger Produktionsanlagen der Schultheiss-Brauerei (Abteilung I) an der Schönhauser Allee (heutige Berliner Kulturbrauerei) in Berlin-Prenzlauer Berg beauftragt. Die Schultheiss-Brauerei gilt neben dem Anhalter Bahnhof und der Kriegsakademie (1880–1883) als eines der Hauptwerke Schwechtens.
Schwechten entwarf und baute darüber hinaus u. a. die Berliner Philharmonie (eine ehemalige Rollschuhbahn) in der Bernburger Straße 22/23 (1887/88), die AEG-Apparatefabrik in der Ackerstraße (1894–1907), die neugotische Apostel-Paulus-Kirche in Berlin-Schöneberg (1892–1894) und das Grabmal für Adolf Becker. In Dessau befindet sich das von ihm entworfene Herzogliche Mausoleum als einer der bedeutendsten Kuppelbauten jener Zeit. Auch der 1897 errichtete AEG-Fabrikeingang an der Brunnenstraße in Berlin-Gesundbrunnen, das so genannte Beamtentor und das von 1899/1900 erbaute Kraftwerk Moabit am Friedrich-Krause-Ufer in Berlin zählen zu den etwa 160 von ihm verwirklichten Bauten. Sein sicher bekanntestes Bauwerk ist die 1890 bis 1895 errichtete neuromanische Kaiser-Wilhelm-Gedächtniskirche Berlin.
1902 übernahm Franz Schwechten die Leitung des Meisterateliers von Hermann Ende und gab von 1915 bis 1918 sein Wissen und seine Erfahrung auch als Präsident der Preußischen Akademie der Künste weiter.

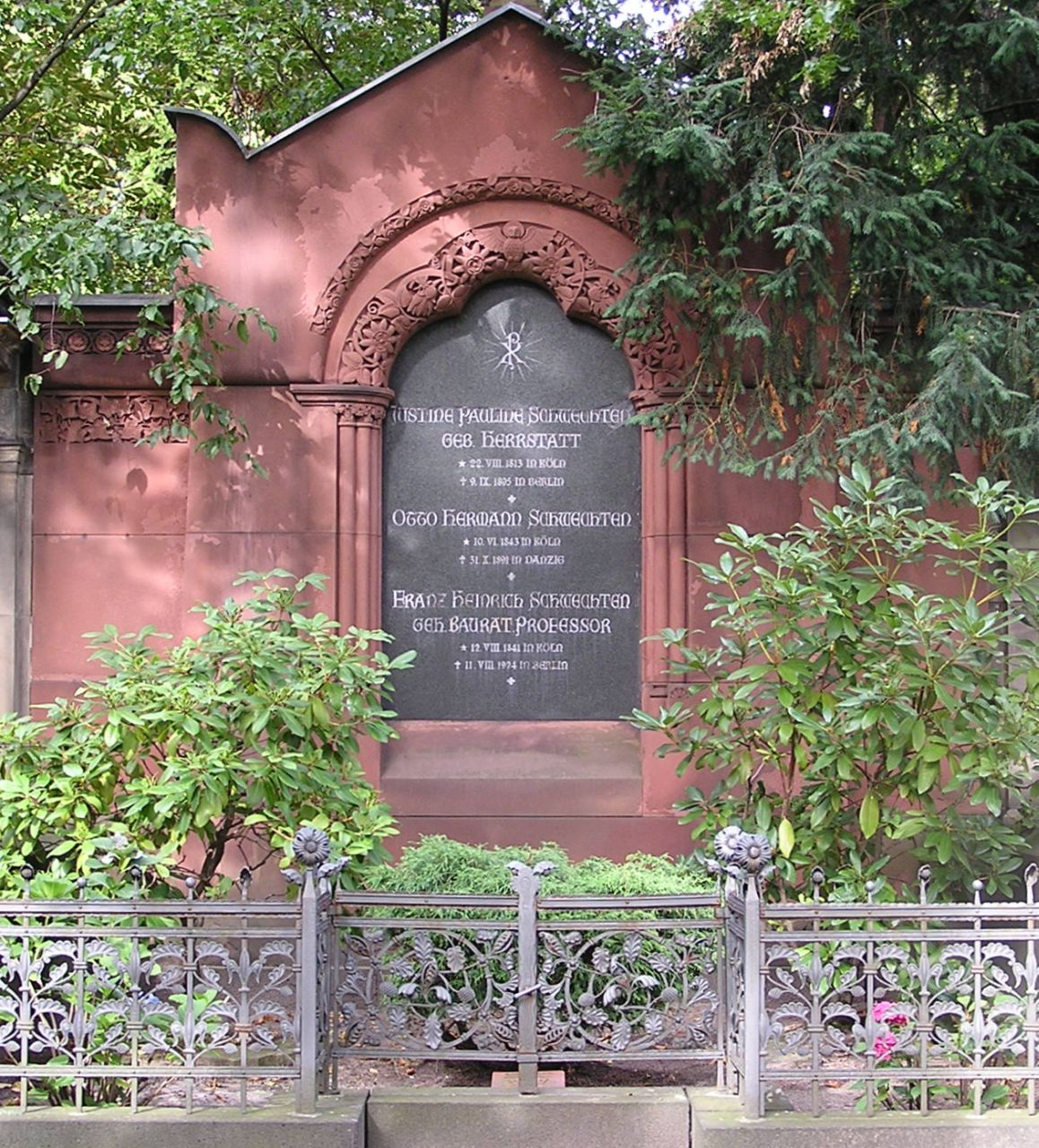
Grabmal Franz Schwechtens

Sein Grab mit dem nach eigenem Entwurf angelegten Grabmal wurde als Ehrengrab der Stadt Berlin anerkannt und befindet sich auf dem evangelischen Alten Kirchhof der Alten Dorfkirche neben der 1962 erbauten Neuen Paul-Gerhardt-Kirche in Schöneberg, Hauptstraße 46, im Feld O, Grablage 0-6-26.
Schwechten bevorzugte für seine Bauten romanisierende Formen.

„Mit am erfolgreichsten war er in seiner Tätigkeit im Brückenbau. Die Architektur … für die Rheinbrücken … zählt zum Besten und Phantasievollsten seiner baukünstlerischen Tätigkeit und schließt an alte Werke seiner rheinischen Heimat an.“

## Bauten (Auswahl)

### Vollständig oder größtenteils erhalten

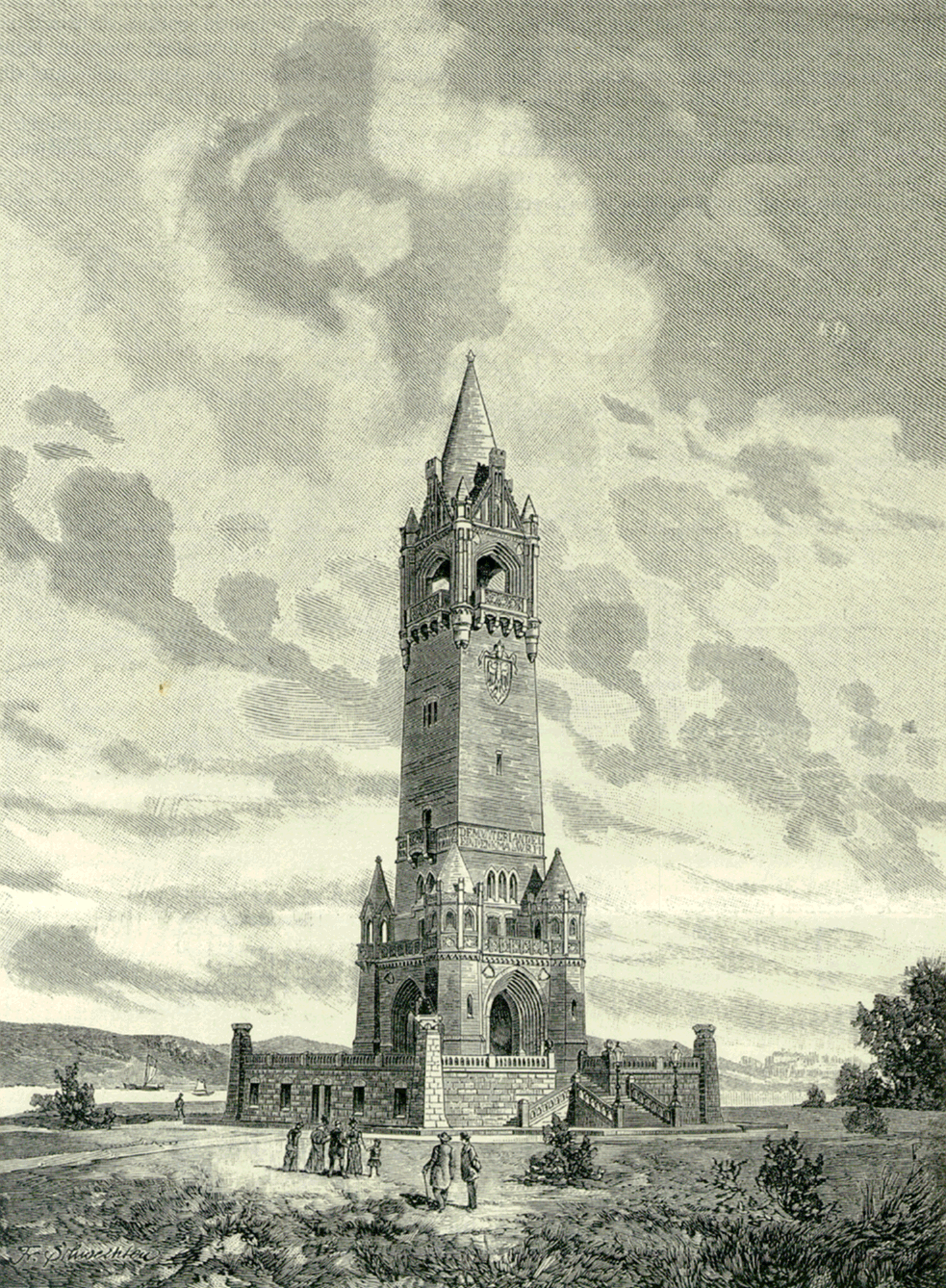
1897–1899: Grunewaldturm, Holzstich nach einer Zeichnung von Schwechten

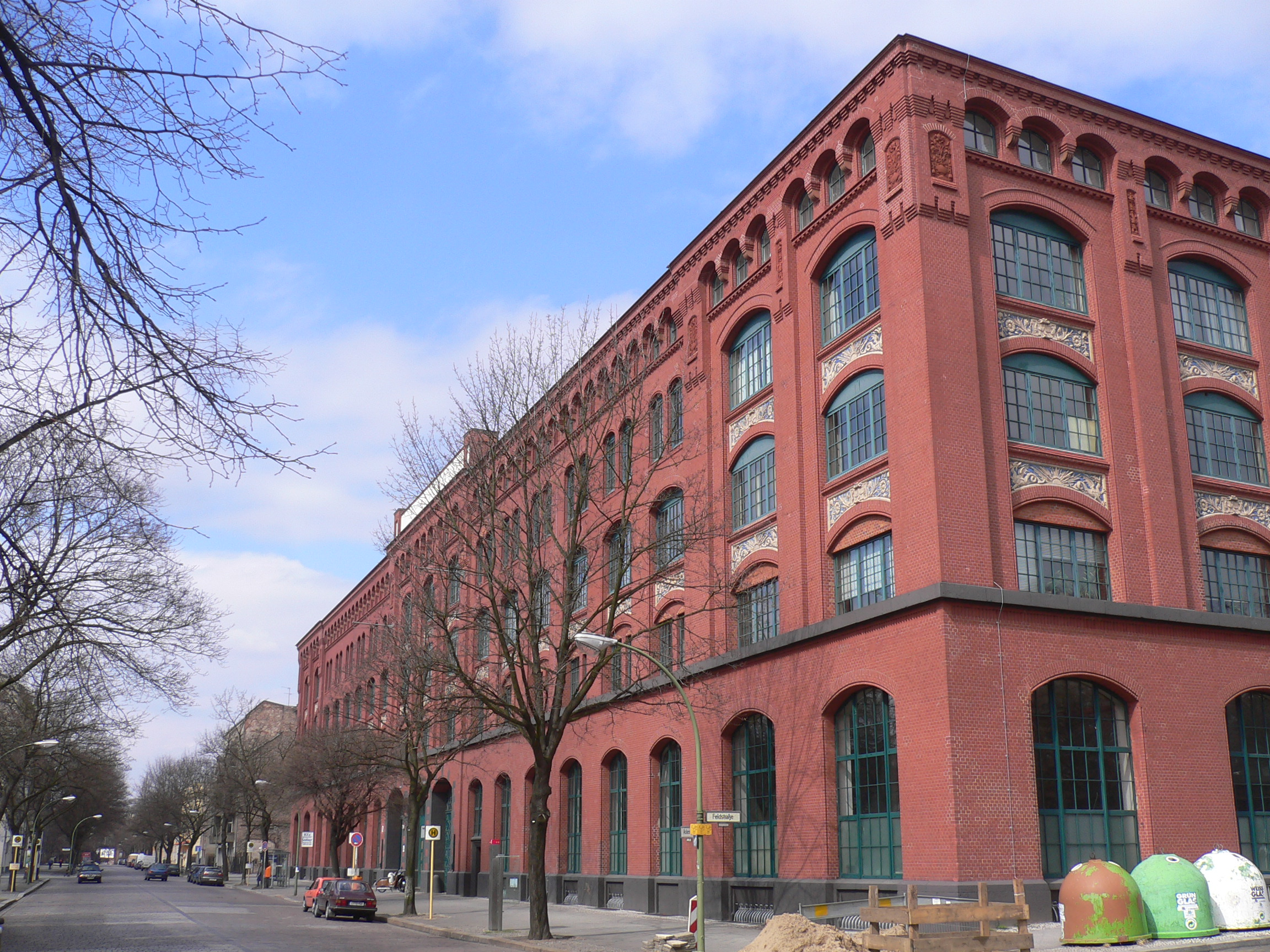
1888–1890: Gebäude der AEG-Apparatefabrik, Ackerstraße Ecke Feldstraße, Berlin-Gesundbrunnen

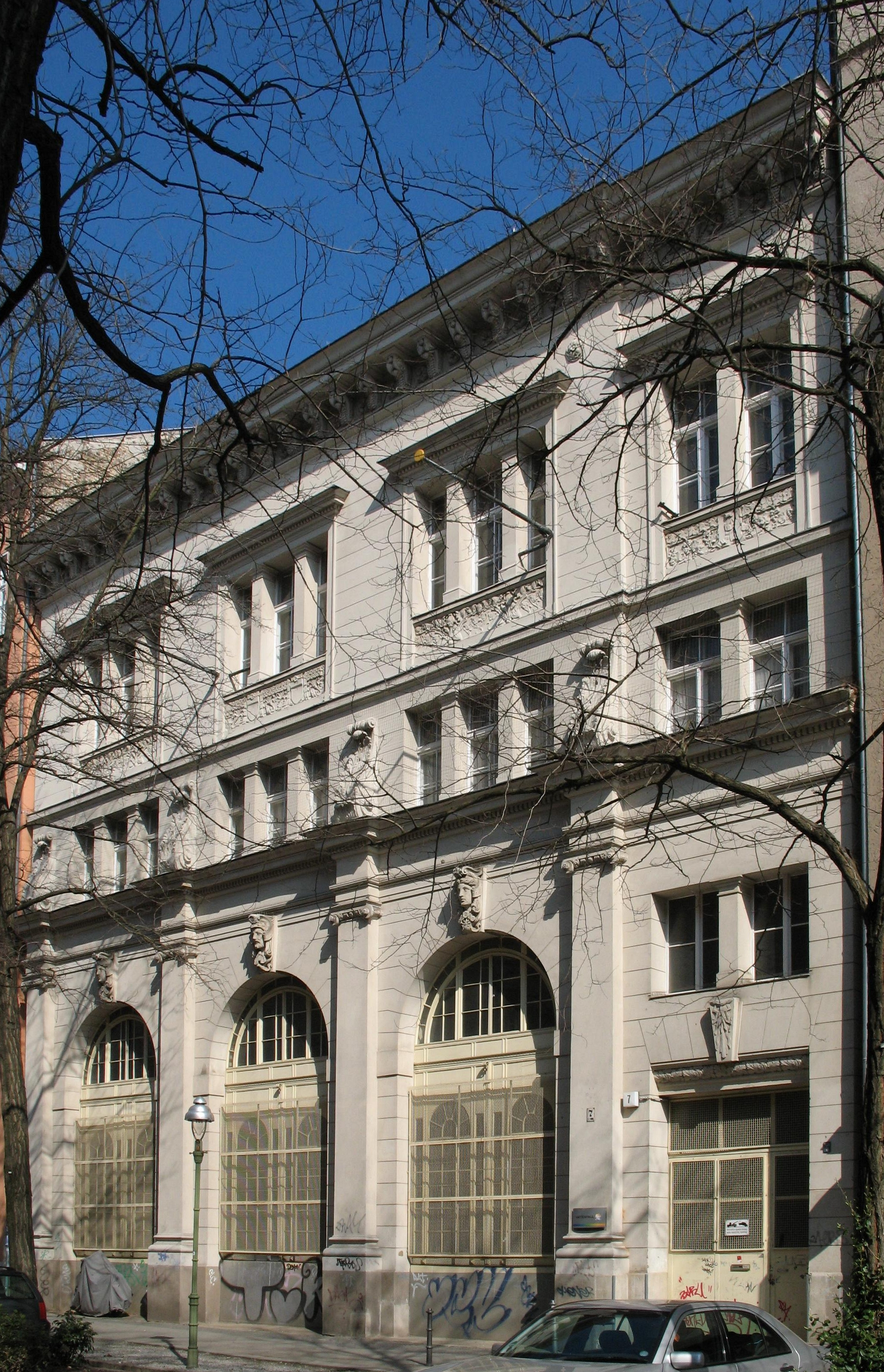
1899–1900: Umspannwerk Moabit, Wilhelmshavener Straße 7, Berlin

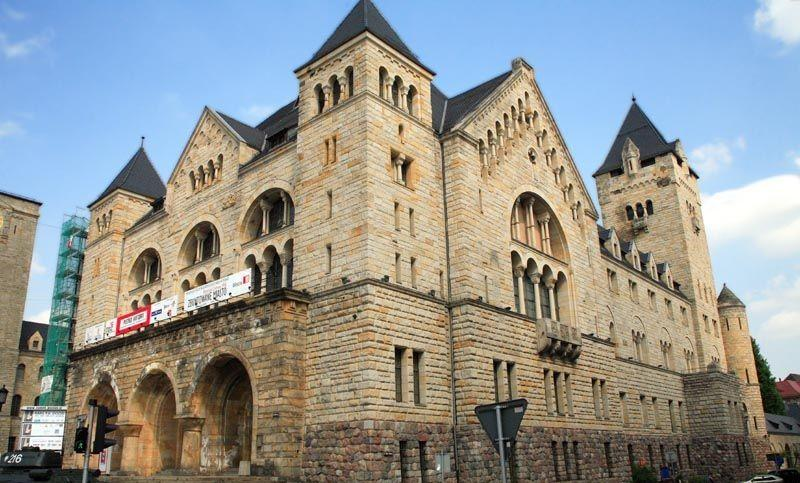
1905–1910: Residenzschloss in Posen

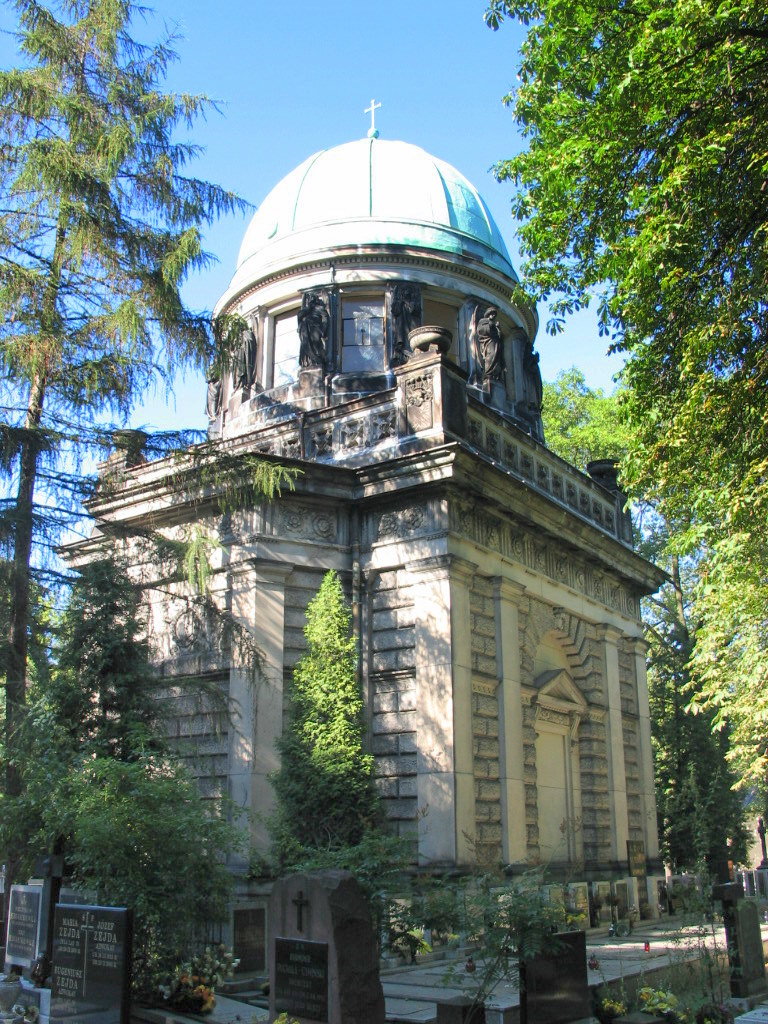
1899–1903: Mausoleum Julius Heinzel in Łódź

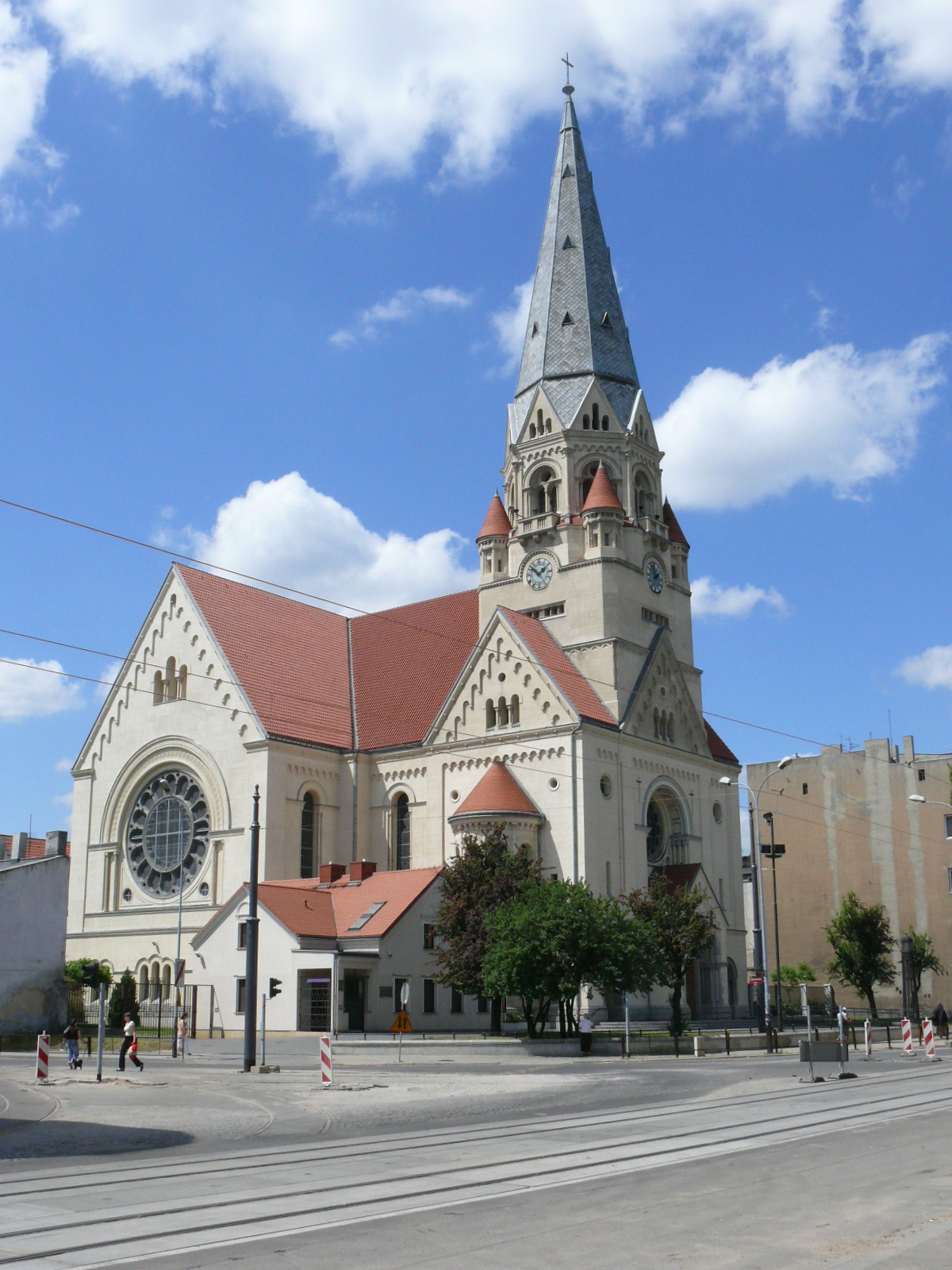
1909–1928: St.-Matthäus-Kirche in Łódź

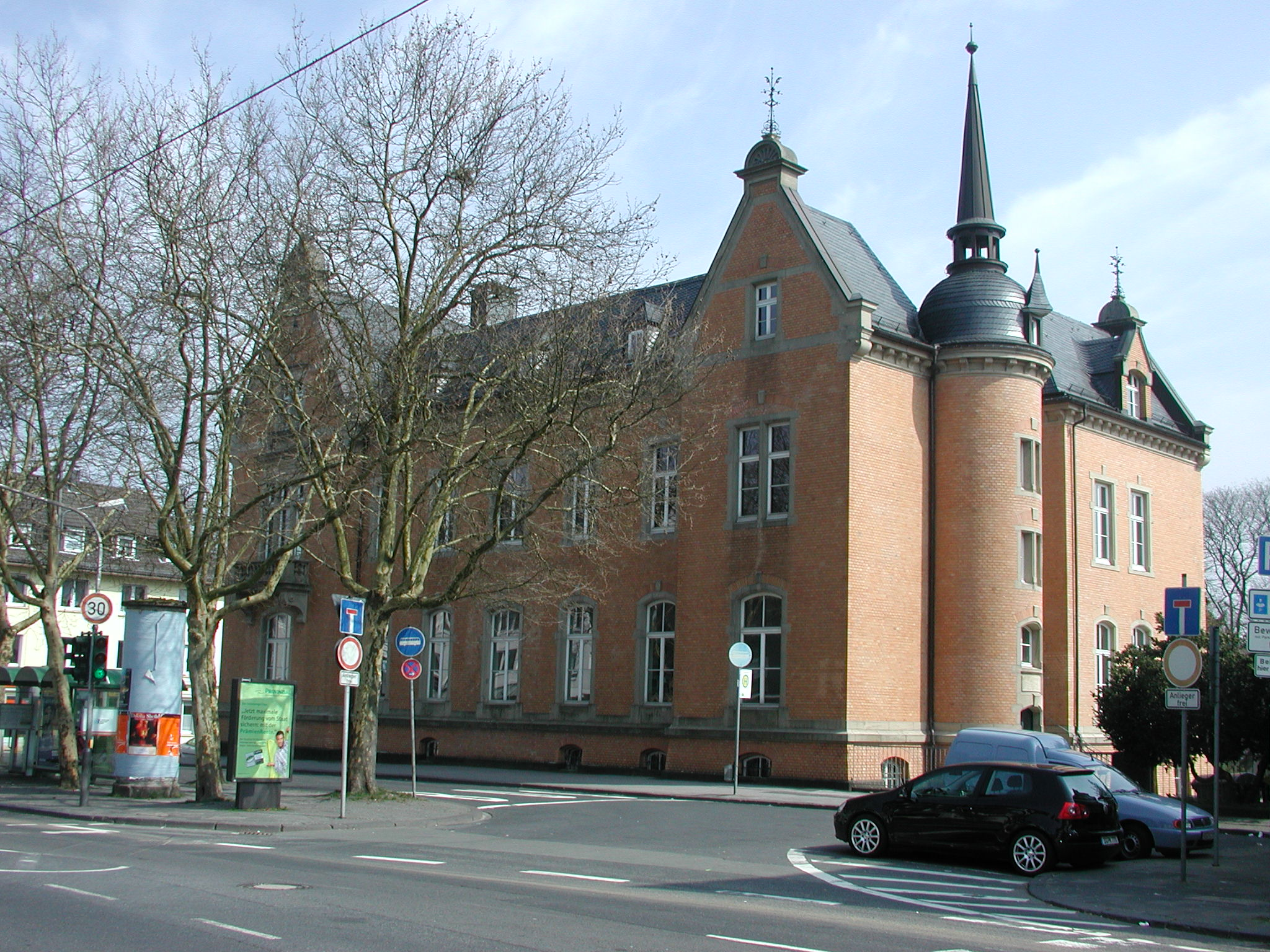
1887–1889: Ehemaliges Kreishaus Remscheid-Lennep

- 1878–1879: Kreishaus in Wittenberg, Breitscheidstraße 3 (1895 durch Schwechten erweitert)
- 1886–1888: Königliches Gymnasium in Wittenberg, Neustraße 10 B
- 1887–1889: Kreishaus des Landkreises Lennep in Lennep, heute Remscheid-Lennep, Kölner Straße 82[5]
- 1888–1890: fünfgeschossiges Fabrikgebäude (sogenannte Apparatefabrik) für die AEG in Berlin-Gesundbrunnen, Ackerstraße (zusammen mit Paul Tropp, AEG-Baubüro)
- 1890–1891: Herrenhaus der nobilitierten Familie von Pflug in Brody (Pflug/Pflugfelde)
- 1891: Brauerei der Schultheiß-Patzenhofer AG in Berlin, Schönhauser Allee (teilweise erhalten, heute Kulturbrauerei)
- 1892–1894: evang. Apostel-Paulus-Kirche in Schöneberg bei Berlin, Akazienstraße (mit Veränderungen erhalten)[6]
- 1892–1895: Merseburger Ständehaus (Provinziallandtag) der preußischen Provinz Sachsen in Merseburg[2]
- 1893: Wohnhaus für Richard Roesicke (Generaldirektor der Schultheiss-Brauerei AG), gen. Villa Luisenhof, in Potsdam, Templiner Straße
- 1893–1895: Kreishaus in Rathenow, Platz der Freiheit 1[2]
- 1893–1897: Schloss Tyszkiewicz, das heutige Bernsteinmuseum Palanga in Palanga, Litauen
- 1893–1897: St.-Simeon-Kirche in Berlin, Wassertorstraße 21a (eingebaut in geschlossene Straßenfront)[2]
- 1894–1898: Mausoleum der Herzöge von Anhalt in Dessau
- 1896–1897: Tor 1, sogenanntes Beamtentor der AEG in Berlin-Gesundbrunnen, Brunnenstraße
- 1897–1899: König-Wilhelm-Gedächtnis-Turm, seit 1948 Grunewaldturm im Grunewald, auf dem Karlsberg[2]
- 1899: evang. Pfarrkirche St. Peter und Paul in Steinach (Thüringen), Kirchstraße
- 1901: Südschule in Steinach (Thüringen), Kirchstraße
- 1899–1900: Kraftwerk Moabit in Berlin-Moabit, Friedrich-Krause-Ufer, teilweise erhalten
- 1899–1902: Kriegsschule (bis 2013 Sitz des Brandenburgischen Landtags) in Potsdam, Am Brauhausberg
- 1899–1902: Wohnhaus für Carl Wessel (heute: Niedersächsisches Internatsgymnasium) in Bad Harzburg
- 1899–1903: Mausoleum für Julius Heinzel auf dem Alten Friedhof in Łódź
- 1900: Charlottenburger Rolandbrunnen an der Kaiser-Wilhelm-Gedächtniskirche in Berlin, 1928 nach Riesenburg versetzt
- 1902–1903: kath. Erlöserkapelle in Mirbach (Eifel) (Entwurf von Max Spitta, nach dessen Tod Überarbeitung und Ausgestaltung durch Schwechten)
- 1902–1908: evang. Erlöserkirche in Bad Homburg vor der Höhe (Entwurf von Max Spitta, Überarbeitung und Ausgestaltung durch Schwechten)
- 1903–1905: evang. Genezarethkirche in Rixdorf im Schillerkiez, Herrfurthplatz (Turm 1940 wegen Nähe zum Flughafen Tempelhof gekappt)
- 1905–1910: Kaiserliches Residenzschloss in Posen (nach 1945 als Rathaus, jetzt als Kulturzentrum genutzt)
- 1909: Wiederaufbau der evangelischen Dorfkirche in Gröben (Brandenburg)
- 1909–1928: evang. Matthäuskirche in Łódź (zusammen mit Johannes Wende)
- 1911–1913: evang. Erlöserkirche in Gerolstein (Eifel)
- 1911–1922: evang.-luth. (Chiesa di Cristo) Christuskirche in Rom, Via Sicilia 70 / Via Toscana 7
- 1913–1914: evang. Erlöserkirche in Adenau (Eifel)

### Nicht erhalten, stark verändert oder Ruine

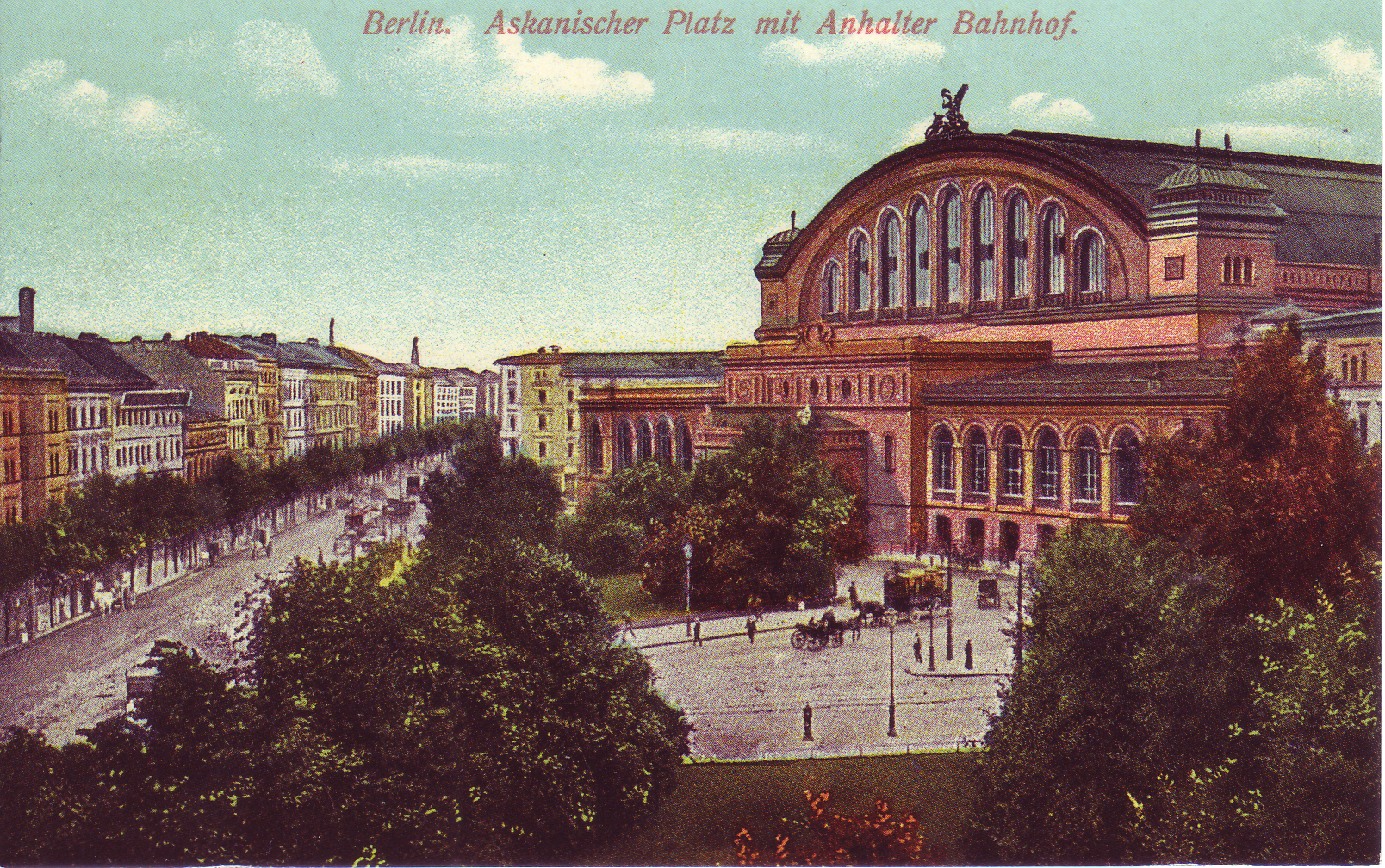
1876–1880: Anhalter Bahnhof in Berlin (Foto: um 1900)

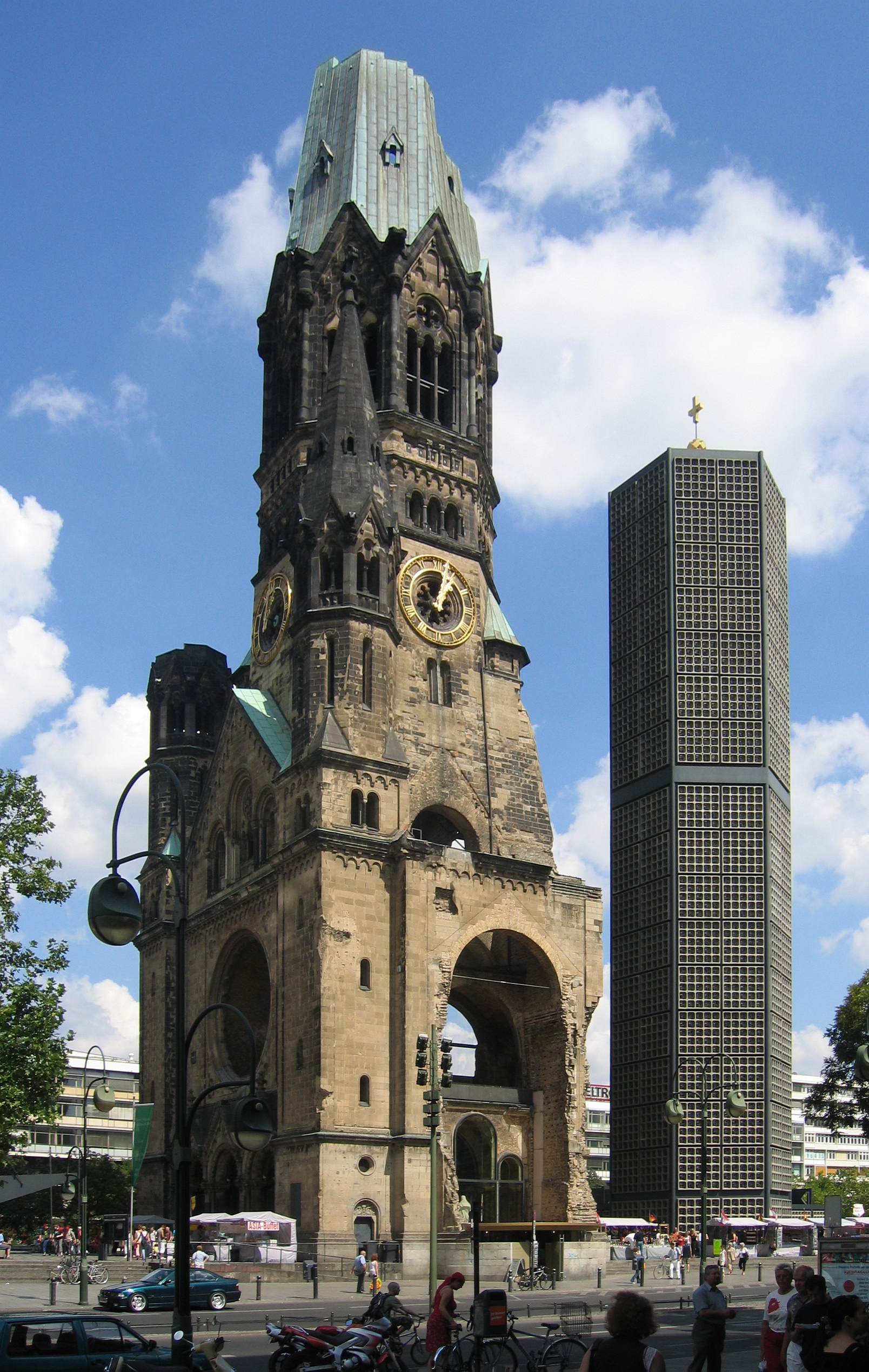
1891–1895: Gedächtniskirche. Foto: Ruine mit Nachfolgebau (Egon Eiermann)

- 1874–1876: Empfangsgebäude des Bahnhofs in Dessau (nicht erhalten)
- 1876–1877: Empfangsgebäude des Bahnhofs Lutherstadt Wittenberg (2015 abgerissen)
- 1876–1880: Anhalter Bahnhof in Berlin-Kreuzberg, Askanischer Platz (1959 bis auf das Portikus-Fragment gesprengt)[2]
- 1880–1883: Preußische Kriegsakademie in Berlin-Mitte, Dorotheenstraße 48 (nach Kriegsschäden 1976 abgerissen)
- 1882–1884: Konzert- und Vereinshaus in Stettin (zerstört)[7]
- 1888–1889: Philharmonie in Berlin-Kreuzberg, Bernburger Straße 22a/23 (zerstört)
- 1890–1891: Kreishaus des Landkreises Teltow in Berlin-Tiergarten, Viktoriastraße 18 (1938 abgerissen)[2]
- 1891–1895: evang. Kaiser-Wilhelm-Gedächtniskirche in Berlin-Charlottenburg (Turmruine erhalten)[2]
- 1894–1896: Wohn- und Geschäftshaus, erstes Romanisches Haus an der Kaiser-Wilhelm-Gedächtniskirche in Berlin-Charlottenburg (zerstört)[8]
- 1900–1901: Wohn- und Geschäftshaus, zweites Romanisches Haus an der Kaiser-Wilhelm-Gedächtniskirche in Berlin-Charlottenburg (zerstört)[8]
- 1900–1904: Johannes-Quistorp-Gedächtnis-Turm in Stettin (nur Erdgeschoss erhalten)
- 1901: Landsitz für den Maler Hugo Vogel in Berlin-Wannsee, in der Villenkolonie Alsen, Am Großen Wannsee 48 (1955 abgerissen)
- 1902–1904: Brückentürme der Kaiserbrücke in Mainz (Türme nicht erhalten)
- 1903–1905: Fabrikbau für die Deutsche Glasmosaik-Gesellschaft Puhl & Wagner in Berlin (1972 abgerissen)
- 1905–1906: Sparkasse des Landkreises Teltow in Berlin-Tiergarten, Viktoriastraße 16/17 (1938 abgerissen)
- 1906–1909: evangelische Erlöserkirche mit Pfarrhaus in Essen, Bismarckstraße (Ruine des Pfarrhauses nach dem Krieg abgetragen, Turm mit stilfremden Aufsatz verändert, Schwechtens Innengestaltung komplett entfernt/verändert)
- 1906–1910: Brückentürme der Südbrücke in Köln (Türme reduziert erhalten)
- 1907–1911: Brückentürme der Hohenzollernbrücke in Köln (Türme nach 1945 abgebrochen)
- 1911–1912: Haus Potsdam, seit 1928 Haus Vaterland in Berlin, Potsdamer Platz (Ruine 1976 abgerissen)

## Entwürfe
1884 wurde der Wettbewerbsentwurf für die Bebauung der Berliner Museumsinsel angekauft.

## Entwurfszeichnungen

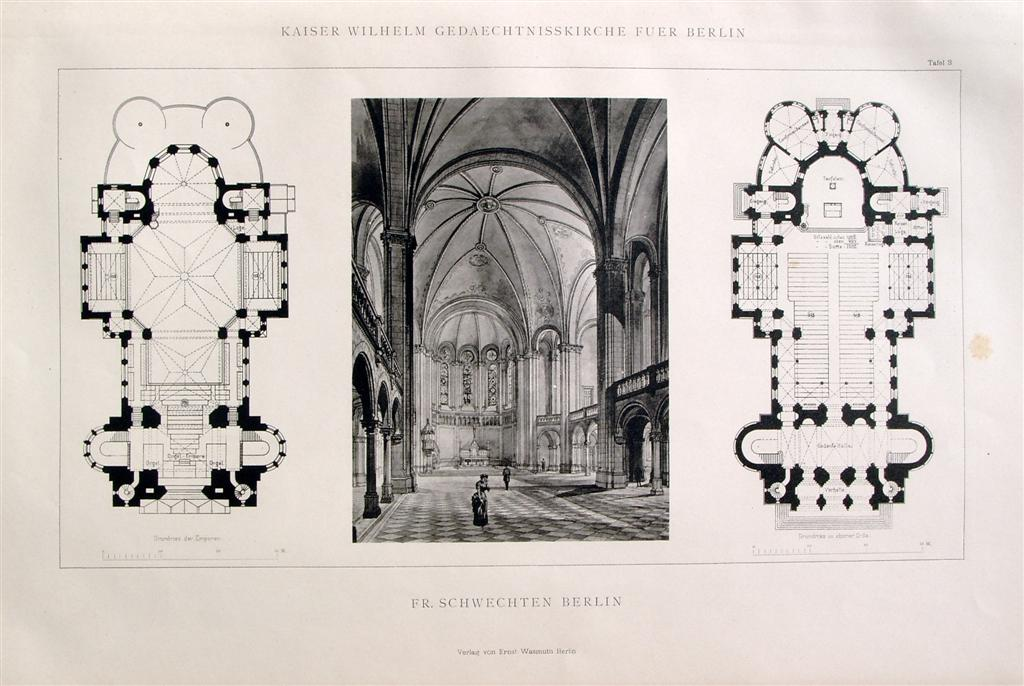
Entwurf für die Kaiser-Wilhelm-Gedächtniskirche
Entwurf für die Kaiser-Wilhelm-Gedächtniskirche – Ansicht von Westen
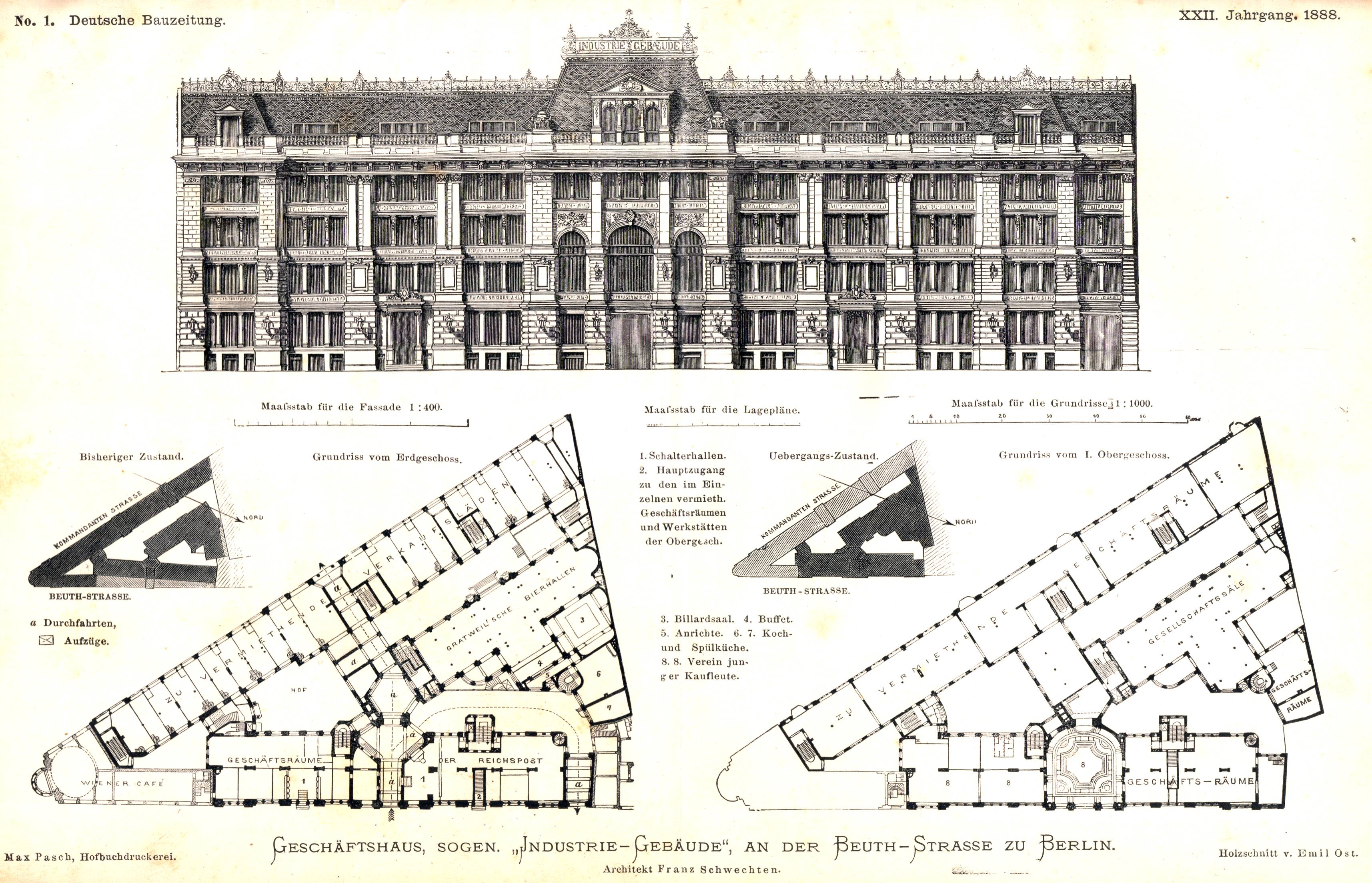
Entwurf für das Geschäftshaus Industriegebäude, Beuthstraße, Berlin